# 维尔德基希利
维尔德基希利（Wildkirchli）是指瑞士内阿彭策尔州阿爾卑斯坦山脈森蒂斯峰東北部三个彼此相连的洞穴，洞穴海拔1,477—1,500米（4,846—4,921英尺）。旧石器时代的尼安德特人以及洞熊居住於此。當地有一個博物馆，裡面收藏了一具在洞穴中发现的完整洞熊骨架。已知1863年就有現代人來到這個洞穴探險。 